# HNKヴコヴァル'91
HNKヴコヴァル'91（HNK Vukovar '91）は、クロアチアのヴコヴァル＝スリイェム郡ヴコヴァルをホームタウンとしたサッカークラブである。

## 歴史
クロアチア紛争の影響でヴコヴァルの全サッカークラブは活動を停止し、避難中の1991年にヴコヴァルの犠牲者と英雄を追悼してHNKヴコヴァル'91が創設された。1992年7月にRNKスロガ・ヴコヴァルと合併し、RNKスロガのライセンスを取得した。1995年から1998年まで活動停止後に復活してプルヴァHNL昇格を果たし、1999-2000シーズンにプルヴァHNLに所属したが、最下位の12位に終わり、ドルガHNLに降格した。
2001-02シーズンは入れ替え戦でHNKシベニクと対戦したが、0-0、3-4で敗れてプルヴァHNL昇格を逃した。
2012年に財政問題により活動を停止し、新しくHNKヴコヴァル1991 (HNK Vukovar 1991) が創設された。

## 獲得タイトル
- ドルガHNL：2回
  - 1998-99, 2001-02

## 歴代所属選手
- イヴァン・ヴァルギッチ 2006-2007